# Chiesa di Santa Caterina da Genova
La chiesa di Santa Caterina da Genova è un luogo di culto cattolico Italiano, situato nel comune di Genova, presso il quartiere di Oregina. La parrocchia fa parte del vicariato di San Teodoro-Oregina dell'arcidiocesi di Genova.

## Storia

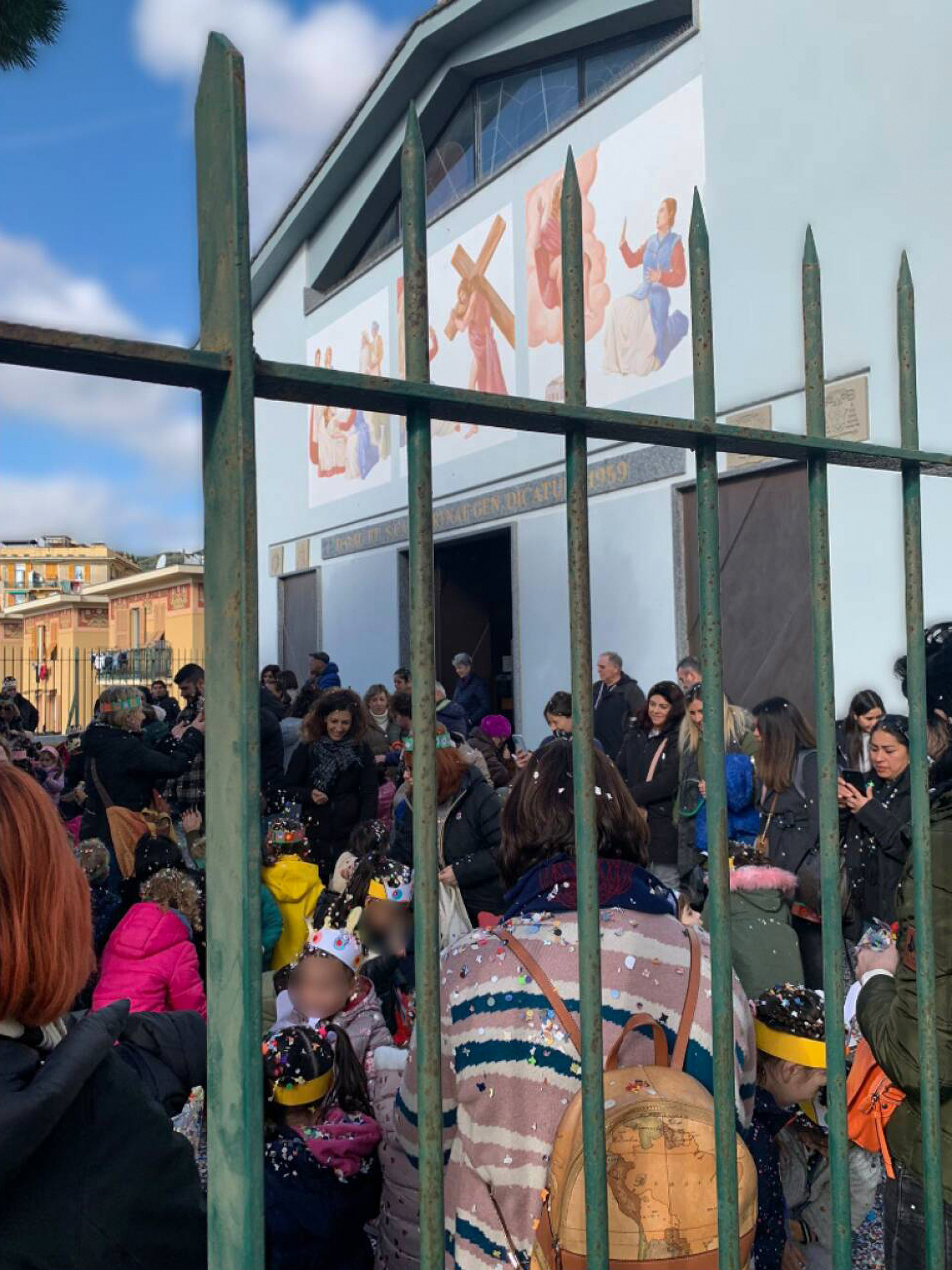
La facciata della chiesa e il sagrato antistante in occasione di una festa per il carnevale

La chiesa, collocata all'incrocio fra via Napoli e via Sapri, traeva origine da due edifici di culto precedenti: una cappella dedicata a santa Caterina, aperta nel 1912 in salita Oregina e dipendente dalla parrocchia di San Tommaso; e un secondo luogo di culto provvisorio, inaugurato nel 1919 nei fondi di un edificio civile. Nel dopoguerra fu decisa la costruzione della chiesa: i lavori iniziarono nel dicembre 1956 e furono completati nel 1959. Il nuovo edificio di culto fu consacrato dal cardinale Siri il 25 aprile dello stesso anno. In attesa della costruzione della nuova chiesa, nel novembre del 1955 venne eretta a parrocchia con il titolo di Santa Caterina da Genova.
Il progetto, in stile postmoderno con richiami al minimalismo e al razionalismo italiano, fu affidato al noto architetto Mario Labò, mentre il campanile fu opera di un altro noto architetto, Luigi Carlo Daneri. All'interno, fra gli arredi liturgici, furono collocati: una statua della Madonna della Guardia, di Antonio Canepa; il crocifisso dietro all'altare maggiore e la Via Crucis, opera di Sandro Cherchi; il fonte battesimale, dono dell'arcivescovo, proveniente dalla Basilica di Santa Maria Immacolata.
Nel 2006 è stato installato, e inaugurato con un concerto, il nuovo organo ecclesiale, alla presenza dell'arcivescovo Angelo Bagnasco.
Nel 2019, la chiesa è stata sottoposta a importanti interventi di ristrutturazione che hanno interessato tutte le parti dell'edificio. I costi della ristrutturazione, di 66000 €, sono stati sostenuti dalla curia e dal parroco dell'epoca don Paolo Bonassin. Il 23 dicembre 2019 la chiesa è stata re-inaugurata alla presenza dell'arcivescovo Angelo Bagnasco.
Nei fondi fuori terra della chiesa, con ingresso da via Sapri, è inoltre presente dal 1969 una associazione polisportiva (ASD Scat) e aule dedicate a progetti di formazione e integrazione per adulti e studenti.

## Descrizione

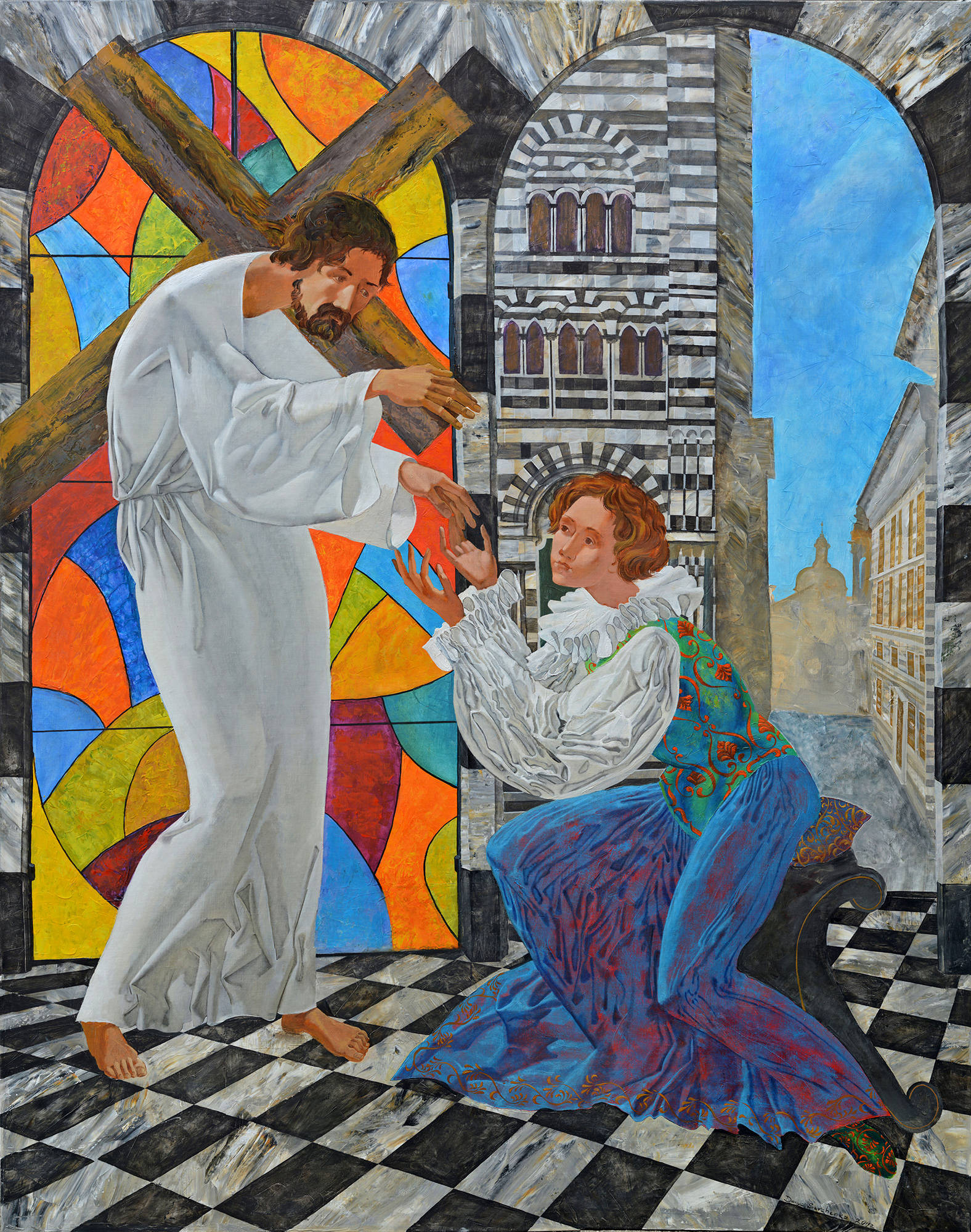
Uno degli affreschi interni alla chiesa, opera di Inna e Denys Savchenko

La chiesa ha una facciata a capanna, con il portale ligneo di ingresso principale collocato al centro di due ulteriori ingressi secondari, a guisa di trittico. Sopra di essi è incastonata una larga lastra marmorea rettangolare con una celebrazione dell'inaugurazione del 1959 in lingua latina, incisa in caratteri dorati. Più sopra, un'ampia decorazione ad affresco raffigura tre scene di vita della santa. Il trittico affrescato è sovrastato da una vetrata trapezodiale policroma che segue il profilo del tetto e si estende lungo l'intera ampiezza della facciata. Sul sagrato frontale, in lastre lapidee rossobrune, è incastonata una decorazione marmorea con in posizione centrale il monogramma mariano.
L'edificio è a navata unica, con tetto a doppia falda e rivestimenti in scandole di ardesia. La struttura è in calcestruzzo armato con elementi estetici interni a vista, colonne poligonali e pareti intonacate a civile con colori complementari blu e gialli. Ai due lati della navata, nella parte superiore, sono presenti ulteriori vetrate policrome. Il pavimento è a motivi geometrici tradizionali liguri, in lastre di marmo bicromo.
L'altare maggiore, installato nel 1960, è in marmo, con un bassorilievo centrale bronzeo di Gesù e la Samaritana al pozzo, e due colonne laterali a sorreggere la mensa. L'altare è sovrastato alle spalle da una imponente figura di cristo in croce, realizzata in elementi ceramici blu e bianchi, e installata sul muro dell'area presbiteriale, che presenta una forma piatta. Il leggio/ambone è marmoreo. Lateralmente è presente un altare secondario, con un'articolato elemento decorativo geometrico metallico del Chi-Rho in parete.
L'organo della chiesa, della Ditta Walcher, è a doppia tastiera e pedaliera, con undici registri e trasmissione meccanica.